# Johann Bernhard Wiedeburg

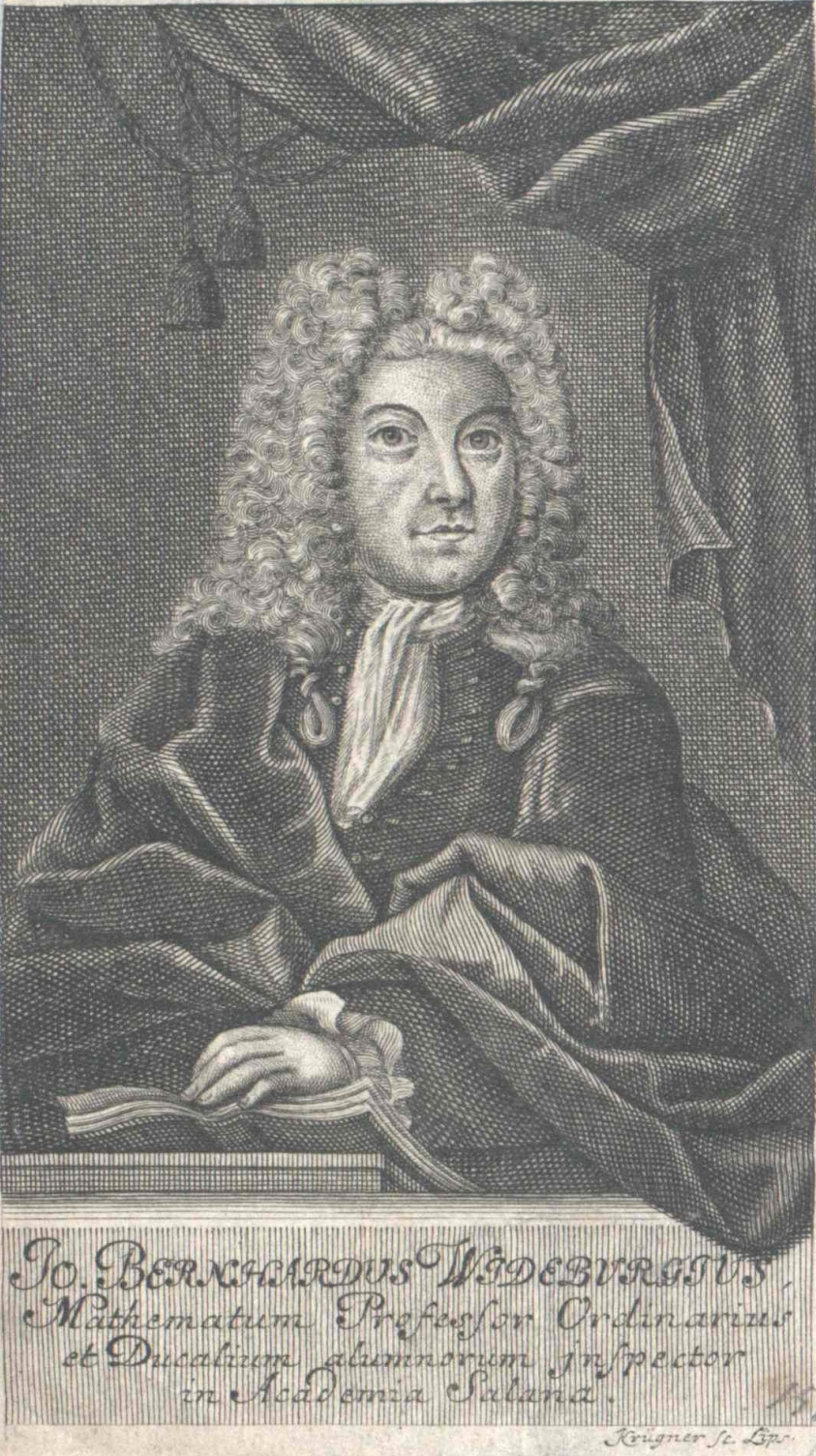
Johann Bernhard Wiedeburg

Johann Bernhard Wiedeburg auch: Wideburg (* 22. Januar 1687 in Helmstedt; † 29. April 1766 in Jena) war ein deutscher Mathematiker und Astronom.

## Leben
Johann Bernhard war der Sohn des Helmstedter Mathematikprofessors und späteren Theologen Christoph Tobias Wiedeburg (* 19. Juli 1647 in Halberstadt; † 5. Dezember 1717 in Helmstedt). Seine Erste Ausbildung hatte er im Elternhaus erhalten. Nachdem er bereits am 7. Januar 1696 deponiert worden war, begann er am 27. September 1704 ein Studium an der Universität Helmstedt. Hier wurden unter anderen Hermann von der Hardt, Jonas Conrad Schramm (1675–1739), Hermann Dietrich Meibom, Johann Georg von Eckhart, Georg Engelbrecht der Ältere, Rudolf Christian Wagner, Johann Barthold Niemeier, Alexander Christian Gakenholz (1672–1717), Justus Christoph Böhmer (1670–1732) und Johann Andreas Schmidt seine Lehrer. 1710 erwarb er sich den akademischen Grad eines Magisters der Philosophie und beteiligte sich anschließend am Vorlesebetrieb der Hochschule. Am 22. März 1717 wurde er außerordentlicher Professor der Mathematik in Helmstedt, welche Aufgabe er mit der Einführungsrede de Preportione in veritatis investigatione et omnibus hominum actionibus servanda antrat.
Am 22. Februar 1718 wechselte er als ordentlicher Professor der Mathematik an die Universität Jena und wurde dort am 13. April 1718 Inspektor des sächsischen Konviktoriums. Als Hochschullehrer unterrichtete er die Infinitesimalrechnung von Leibnitz, analytische Geometrie, Mechanik und Astronomie. Zugleich beschäftigte er sich mit einer biblischen Mathematik und suchte die Mathematik mit der theologischen Lehre zu verknüpfen. 1737 ernannte man ihn zum Kirchenrat von Sachsen-Weimar, 1739 erhielt er die Erlaubnis, Vorlesungen auch an der theologischen Fakultät zu halten, womit eine theologische Professur in Aussicht gestellt wurde. Zudem versah er von 1739 bis 1743 den Lehrstuhl für Rhetorik. Wiedeburg beteiligte sich auch an den organisatorischen Aufgaben der Jenaer Salana. So war er einige Male Dekan der philosophischen Fakultät und in den Sommersemestern 1728, 1738, 1739, 1750 Rektor der Alma Mater.

## Familie
Wiedeburg hatte sich um 1720 mit Margaretha Sophia Schröter († 25. Februar 1748 in Jena) verheiratet, einer Tochter des Jenaer Rechtsprofessors Johann Christian Schröter (1659–1731) und dessen Frau Anna Dorothea Götze. Aus der Ehe stammen eine Tochter und sechs Söhne:
- Dorothea Henrica Wiedeburg
- Basilius Christian Bernhard Wiedeburg (1722–1758)
- Johann Ernst Basilius Wiedeburg (1733–1789)
- Christian Just Wiedeburg (* 21. Februar 1727 in Jena; † 7. Juli 1804 in Weimar) Jurist u. Sachsen-Eisenach-Weimarer Regierungsrat
- Franz Wilhelm Wiedeburg (* 17. November 1728 in Jena; † 20. Mai 1762 ebd.) immatr. Uni. Jena 19. Juli 1738 h. c., 1753 Mag. phil, 1758 Adj. phil Fak., Collaborator St.-Johannis-Kirche
- Christoph Ludwig Wiedeburg (* 28. August 1731 in Jena) immatr. 19. Juli 1738 h. c., ordentliches Mitglied der Teuschen Gesellschaft Jena, 1758 Dr. jur. Uni. Jena
- Georg Heinrich Wiedeburg (* Jena; † 2. August 1758 ebd.) immat. Uni. Jena 16. Februar 1750 h. c., Student med.

## Werke (Auswahl)
- Applausus votivus viro magnifico, amplissimo atque excellentissimo domino justo Christophoro Böhmero, pohtiees & eloquentke professori publ. ordin. longo ccleberrimo, cum fasces aca-demia? Julia? primum ipsi solenni inauguratione, die XXX. Julii anni MDCCV. deferrentur. Helmstedt 1705
- De proportione in veritatis investigatione et omnibus hominum actionibus servanda oratio.  Helmstedt 1707
- Abusum psalmi 109 imprecatorii vulgo das Tod-Beten. Helmstedt 1708; (Präs. Johann Andreas Schmidt)
- Dissertatio mathematica de maculis solaribus [...]. Helmstedt 1709 (Präs. R. C. Wagner)
- Exercitatio Academica de difficultate, quae circa veritatis cognitionem occurrit, ejusque Causis ad Lib. II Metaphys. Aristotelis Cap. I § 1. Helmstedt 1710 (Resp. Johannes Christoph Wideburg, Online)
- Carmina votiva clarissimis magistris Iohanni Bernhardo Wideburgio, Iohanni Friderico Meinen, Nicoiao Hoppen, Iohanni Friderico Schmidio. Helmstedt 1710
- Exercitatio Academica de variis disputandi Modis. Helmstedt 1711, (Resp. Peter Franz Eding, Online)
- Eclipsis Totalis Solis et Terrae A.S. MDCCXV. D. III. Maii. st. n. temp. civ. in boreali terrae hemisphaerio observanda: pro illustrando calculo eclipsium Solarium & Terrestrium ex fundamentis trigonometricis, & Tabulis diversorum Astronomorum Riccioli, Longomontani, Kepleri, Streeteni, supputata & descripta. Helmstedt 1715, (Online)
- Tractatus de eclipsi solis et terrae, occasione eclipseos solaris 1715 die VI Maii. Helmstedt 1715
- Institutiones Geometricae, in usum auditorum conscriptae. Helmstedt 1716
- De analysi mathematicorum, disputatio posterior. Helmstedt 1716 (Resp. Justus Barthold Wiedeburg, Online)
- Oratio de proportione in veritatis investigatione et omnibus hominum actionibus sevanda. Helmstedt 1717 (Online)
- Programma de methodo mathematica singulis disciplinia philosophicis accommodanda adplicanda. Helmstedt 1717
- Progr. quo ad monita a Cl. Actor. Eruditor. German, editoribus propolita reipoudet. Helmstedt 1717
- Institutiones Mathematicae. [Sectio 1. arithmeticam, geometriam, trigonome-triam, opticam cum catroptica et dioptrica; Sectio 2. astronomiam, architecturam militaris, architecturam civilis, mechanicam, geographiam mathematicae, chronologiam mathematicae et horologiam], Braunschweig 1718 (Online)
- Institutiones Astronomicae. Braunschweig 1718 (Online)
- Progr. de facilitate studii mathematici. Jena 1718
- Diss. mathematica, de praeftantia arithmeticae binariae praedecimali dyadice. Jena 1718 (Resp. J. C. Rhiem)
- Progr. de noxio matheseos in theologia neglectu. Jena 1718
- Diss. de pondere planetarum et gravitatione. Jena 1718
- Oratio de inifuxu siderum in temperamentum hominis. Jena 1720
- Diss. de luce primigenia, ad illustrationem loci Genes. I, 3-5. Jena 1721 (Resp. Georg Christoph Meyer)
- Diss. de imperfercetione Calendarii Gregoriani, eiusque anno 1724 discrepantia a Calendario  correcto. Jena 1723, (Resp. Johann Rudolph Mehmel)
- De aestimatione sumtuum pro aedificiorum structuris. Vom Anschlag der Bau-Kosten. Jena 1723 (Resp. Christian Friedrich Appel, Online)
- Systema Copernicanum Scripturae sacrae non esse oppositum. Daß es der heiligen Schrifft nicht zuwider was Copernicus von den himlischen Cörpern lehret. Jena 1724 (Resp. Johann Christoph Haynisch, Online)
- Eines Anonymi Erörterung der Frage:  Ob das Systema Copernicanum der heil. Schrift zuwider laufe? Von  neuem herausgegeben und mit Anmerkungen versehen. Jena 1726
- Progr. Vindicine quarundam thesium  mathematicarum, adversus compilatores Actor. Erud. Germ. Lipsiens. dissertationibus publ. in Geographiam mathematicam, praemissae. Jena 1725
- Einleitung zu den mathematischen Wissenschaften, für Anfänger auf hohen und niedrigen Schulen. Mit 53 Kupfern. Jena 1725, 1735
- Einleitung zu der höhern Mathesi, darinn der Grund zu der Buchstaben-Rechnung, Geometrica curvarum, analysi endlicher und unendlicher Grössen, Trigonometria, Sphaerica und astronomischen Rechnung vor Anfänger. Jena 1726 (Online),
- Progr. de dignitate graduum academicorum tueoda. Jena 1726
- Matheseos biblicae
  - specimen primum, exhibens explicationes Locorum Mathematicorum quae in genesi occurunt. Jena 1727 (I, Online)
  - specimen secundum, exhibens explicationes Locorum Mathematicorumin IV posterioribus Pentateuchi libris. Jena 1727 (II, Online)
  - specimen tertium, exhibens explicationes Locorum Mathematicorumin libris Josuae, Ruth, Samuelis et Regum. Jena 1728 (III)
  - specimen quartus, exhibens explicationes Locorum Mathematicorum in libr. Chronicorum, Esdrae, Nehemiae et Jobi. Jena 1728 (IV)
  - specimen quintum, exhibens explicationes Locorum Mathematicorum in Psalmis, scriptis Salomonis et Apocryptis. Jena 1729 (V, Online)
  - specimen sextus, exhibens explicationes Locorum Mathematicorum in Prophetis. Jena 1730 (VI)
  - septem speciminibvs comprehensa, exhibens explicationes locorum Mathematicorum quae per universam Scripturam V. et N. Testamenti Occurrunt. Jena 1730 (VII, Online)
- Eines Anonymi klare und schrifftmäßige Erörterung der Frage, ob des Cartesii Meynung, dadurch er behauptet daß die Sonne stille stehe und die Erde sich bewege, der H. Schrifft zu wider lauffe? Jena 1731 (Online)
- Oratio de globis, verticaliter explosis, pone tormentum versus occidentem delabentibus. Jena 1733
- Quaestionem de globis verticaliter explosis nec ad tormentum relapsis. Jena 1734, (Online)
- De viribus insitis disquisitio. Jena 1734 (Resp. Justus Christoph Oldendorp, Online)
- Phaenomena mvndi nascentis eivsdemqve peritvri mechanice explicata. Jena 1734, (Resp. Johannes Heinrich Nolten, Online)
- De Stellis mutabilibus, ea In Specie Qvae In Collo Ceti Haeret Disqvisitio. Jena 1739 (mit Basilus Christian Wiedeburg, Online)
- Glückwünschungs-Rede von der Glückseellgkeit eines Landes bey dem langen Leben seines Regenten; bey Wiedergenesung des Herzogs zu Eisenach, Wilh. Heinrich's, A. 1741 im Namen der Universität gehalten.
- Astronomische Beschreibung und Nachricht von dem Cometen, welcher im Monat Merz dieses jetztlaufenden Jahres 1742 erschienen, aufrichtig ertheilet u. s. w. Jena 1742
- Astronomisches Bedenken Ueber die Frage Ob der bevorstehende Untergang der Welt natürliger Weise entstehen, insbesondere durch Annäherung eines Kometen zur Erden werde befördert werden, auch binnen vier Jahren ein schreckliches Vorspiel desselben zu erwarten. Nebst einer vollständigen Nachricht von dem Cometen, welcher Ende des 1743sten und Anfang des jetztlaufenden Jahres erschienen. Jena 1744 (Online)
- Einleitung zur Astrognosie nach den Homannischen Himmelskarten. Jena 1745
- Anmerkungen zur Erläuterung seines astronomischen Bedenkens über die Frage: Ob der bevorstehende Untergang der Welt u. s. w? Jena 1746
- Abhandlung von den mathematischen Verhältnissen und ihrer Gröse. Jena 1750 (Online)
- Anweisung zu der allgemeinen oder Buchstabenrechnung, sammt deren Nutzen in der gemeinen Arithmetik und Geometrie zum Gebrauche seiner Zuhörer in den öffentlichen Vorlesungen entworfen. Jena 1751